# DFA (MLB)
DFAとは、メジャーリーグベースボール (MLB) で用いられる契約用語。所属選手をMLBの40人枠から外し、他球団へ譲渡可能な状態にする措置を指す。DFAは Designated for assignment の略であり、MLB公式ルールブック上での用語定義はされていないが、少なくとも1976年からアメリカのメディアで用いられている。日本語での直訳は「譲渡指定」といった意味になる。

## 概要
MLB各球団が契約している選手のうち、直接支配下登録できる選手数は最大40人であり、新たな選手をこれに加えたい場合は、40人枠から任意選手を外して空きを作る必要がある。また、アクティブ・ロースター (MLB公式戦に出場可能な選手登録枠、通常26人）のうち「マイナー降格拒否権を持つ選手、マイナー・オプション切れの選手」を怪我等以外の理由でアクティブ・ロースターから外したい場合は、その選手を40人枠からも外す必要がある。この状況で、球団が用いる手段の一つがDFAとなる。
後述の通り、DFAは必ずしも解雇や放出を目的としてはおらず、全てのケースで一律に「戦力外（通告）」と日本語に言い換えるのは適切でない。

## 手続きの流れ
DFAの措置は、MLB機構を通じて一般にも公示される。MLB各球団は、その後7日間以内に以下いずれかの手続きを行う必要がある。この間、当該選手がMLBやマイナーリーグ (MiLB) の公式戦に出場することはできない。
1. ウェイバー公示 (Outright Waivers) - 通常、選手はウェイバー公示される。公示期間中に他球団が獲得意思を示した場合、年俸などの契約内容をそのまま引き継ぐ形で保有権が譲渡され、選手は移籍先球団の40人枠に加わる。
2. トレード - 他球団との交渉が成立した場合、移籍が可能となる。ただし、当該選手がトレード拒否権を保有している場合は、予め選手側の同意も必要となる。

上記による移籍が成立しなかった場合は、以下いずれかの手続きがとられる。
1. マイナー契約[注 5] - その選手と改めてマイナー契約を結び、保有権を保持したまま傘下マイナーリーグ組織に残留させる (Outright Assignment)。基本的に選手側に拒否権はないが、サービスタイム (MLS) が3年以上の選手、または以前にOutright Assignmentの経験がある選手はこのマイナー契約を拒否することができ[7]、また拒否権を行使しなかった場合でも、以降40人枠へ復帰できなかった選手は同シーズンオフにFA（自由契約）を選択できる[8]。
2. 自由契約 - 所属球団からマイナー契約の申し出がなかった場合、あるいは選手側がマイナー契約を拒否した場合、自由契約となる。MLB公式サイトでは、所属球団にマイナー契約の意思がない場合は「 [球団名]  released [選手名].」（日本語訳： [球団名] は [選手名] を自由契約とした）、選手側がマイナー契約を拒否した場合は「 [選手名] elected free agency.」（日本語訳： [選手名] はFAを選択した）という英語表記で公示されるため、違いは分かるようになっている[9]。
3. 引退 - 自由契約でなく、自ら引退を申し出ることもできる。

マイナー契約、自由契約によって選手が当該球団の40人枠から外れても、球団側の当初の契約年俸支払い義務は契約満了年まで残る。ただし例外として、複数年契約を結んでいるMLS5年未満の選手がマイナー契約を拒否してFAを選択した場合、以降の契約年俸支払い義務は無くなる。ほか、2023年時点の労使協定では、年俸調停を経て当年の年俸が決定した選手について、自由契約日以降の年俸は保証されない。なお、ウェイバー通過後に自由契約となった選手を獲得した球団は、MLB最低保証年俸額のみを分担（残り契約期間分に対して日割りで計算）して支払うだけでよい。